# Vouivria damparisensis
Vouivria damparisensis — вид ящеротазових динозаврів родини брахіозаврові (Brachiosauridae), що існував у пізній юрі, 161-156 млн років тому. Скам'янілі рештки виявлені у Франції.

## Назва
Родова назва походить від старофранцузької слова "la vouivre" - це легендарна крилата рептилія у регіоні Франш-Конте, де знайшли рештки динозавра. Назва чудовиська у свою чергу походить від латинського "vipera" і позначає гадюку. Назва виду дана на честь села Дампаріс, поблизу якого знайдена скам'янілість.

## Історія відкриття
Викопні рештки виду знайдені палеонтологами біля села Дампаріс в департаменті Юра на сході Франції у 1934 році. Зберігалися вони в Національному музеї природознавства у Парижі. Ґрунтовних досліджень скам'янілостей не проводилось, а в профільній літературі зрідка згадувались як "динозавр Дампаріса". Новий вид та рід був описаний лише через вісімдесят три роки після виявлення, у 2017 році командою британських палеонтологів під керівництвом доктора Філіпа Манньона з Імперського коледжу в Лондоні.

## Опис
Як показало дослідження, Vouivria за життя важила близько 15 т і була близько 15 м завдовжки. Довжина стегнової кістки - 146 см. Шия тварини розташовувалася зазвичай під кутом 45 градусів до горизонту, а всі чотири лапи мали однакову довжину. Динозавр був травоїдним і живився листям папоротеподібних або хвойних дерев.

## Філогенія
Вже у 1943 році французький палеонтолог де Лапперент вважав, що скам'янілості належать динозавру з родини Brachiosauridae. Це було підтверджено філогенетичним аналізом в 2017 році, який показав, що Vouivria є базальним членом Brachiosauridae, і в еволюційному дереві розташовується між Europasaurus і Brachiosaurus altithorax. Якщо це насправді так, то це робить Vouivria найдавнішим відомим брахіозавридом та найстарішим відомим членом титанозауриформ.